# Formula di de Moivre
La formula di de Moivre è una delle basi dell'analisi dei numeri complessi ed è legata al piano complesso, ovverosia alla rappresentazione dei numeri complessi su un piano, considerando l'asse {\displaystyle x} l'asse dei reali e l'asse {\displaystyle y} l'asse degli immaginari. Essa permette di esprimere la potenza di un numero complesso nella sua forma trigonometrica.
{\displaystyle (\cos x+i\sin x)^{n}=\cos(nx)+i\sin(nx),}
valida per ogni numero reale {\displaystyle x}, con {\displaystyle n} intero e {\displaystyle i} unità immaginaria, è un importante contributo alla matematica in quanto collega i numeri complessi alla trigonometria. Applicando al membro sinistro lo sviluppo del binomio e uguagliando le parti reali e le parti immaginarie dell'identità nella nuova forma, si ottengono espressioni utili per {\displaystyle \cos(nx)} e {\displaystyle \sin(nx)} in termini di {\displaystyle \sin(x)} e {\displaystyle \cos(x)}. Inoltre si può usare la formula per trovare le espressioni esplicite per le radici {\displaystyle n}-esime dell'unità, cioè i valori per i numeri complessi {\displaystyle z} tali che {\displaystyle z^{n}=1}.
Abraham de Moivre era un buon amico di Newton. Nel 1698 scrisse che la formula era nota a Newton perlomeno già nel 1676. La formula di de Moivre può essere derivata dalla formula di Eulero, anche se la precede storicamente, tramite lo sviluppo in serie di Taylor
{\displaystyle e^{ix}=\cos x+i\sin x,}
e dalla legge esponenziale
{\displaystyle \left(e^{ix}\right)^{n}=e^{inx}.}

## Dimostrazione per induzione
Distinguiamo i tre casi relativi a {\displaystyle n>0}, {\displaystyle n=0} e {\displaystyle n<0}.
Per {\displaystyle n>0} si procede per induzione. Per {\displaystyle n=1} la formula è una semplice uguaglianza di un'espressione con se stessa. Come ipotesi induttiva assumiamo che sia valida per qualche intero positivo {\displaystyle k}, cioè assumiamo
{\displaystyle (\cos x+i\sin x)^{k}=\cos(kx)+i\sin(kx).}
Consideriamo poi il caso {\displaystyle n=k+1}:
{\displaystyle (\cos x+i\sin x)^{k+1}}
{\displaystyle =(\cos x+i\sin x)(\cos x+i\sin x)^{k}}
{\displaystyle =\left[\cos(kx)+i\sin(kx)\right](\cos x+i\sin x)} (per l'ipotesi induttiva)
{\displaystyle =\cos(kx)\cos x-\sin(kx)\sin x+i\left[\cos(kx)\sin x+\sin(kx)\cos x\right]}
{\displaystyle =\cos \left[(k+1)x\right]+i\sin \left[(k+1)x\right]} (per le formule di addizione di seno e coseno).
L'ultima identità dice che la formula, se vale per {\displaystyle n=k} allora è valida per {\displaystyle n=k+1} e per il Principio di induzione matematica si conclude che la formula vale per tutti gli {\displaystyle n} interi positivi.
Per {\displaystyle n=0} la formula si riduce alla semplice identità {\displaystyle \cos(0x)+i\sin(0x)=1+i0=1}, e {\displaystyle z^{0}=1}.
Per {\displaystyle n<0}, si considera l'intero positivo {\displaystyle m=-n}. Di conseguenza
{\displaystyle (\cos x+i\sin x)^{n}=(\cos x+i\sin x)^{-m}}
{\displaystyle ={\frac {1}{(\cos x+i\sin x)^{m}}}={\frac {1}{(\cos mx+i\sin mx)}}}, per quanto vale per {\displaystyle n>0}; razionalizzando il denominatore
{\displaystyle ={\frac {\cos(mx)-i\sin(mx)}{\cos ^{2}(mx)+\sin ^{2}(mx)}}=\cos(mx)-i\sin(mx),} e, per le proprietà trigonometriche di seno e coseno,
{\displaystyle =\cos(-mx)+i\sin(-mx)\,=\cos(nx)+i\sin(nx)}
Dunque la formula è vera per tutti i valori interi di {\displaystyle n}.

## Generalizzazione
La formula di de Moivre viene generalizzata nel modo seguente:
Se {\displaystyle z} e {\displaystyle w} sono numeri complessi, allora
{\displaystyle \left(\cos z+i\sin z\right)^{w}}
assume più di un valore, mentre
{\displaystyle \cos(wz)+i\sin(wz)}
ha un solo valore. Comunque sia, {\displaystyle \cos(wz)+i\sin(wz)} è uno dei valori di {\displaystyle \left(\cos z+i\sin z\right)^{w}.}

## Radici di un numero complesso
Se {\displaystyle n} è un intero positivo, le radici {\displaystyle n}-esime di un numero complesso {\displaystyle z} sono esattamente {\displaystyle n}, calcolabili tramite l'applicazione inversa della formula di de Moivre, che, se il modulo e l'argomento di {\displaystyle z} sono rispettivamente {\displaystyle r} e {\displaystyle \theta }, assume la seguente forma:
{\displaystyle {\sqrt[{n}]{z}}={\sqrt[{n}]{r}}\left(\cos \left({\frac {\theta +2k\pi }{n}}\right)+i\sin \left({\frac {\theta +2k\pi }{n}}\right)\right),\qquad k=0,1,\ldots ,n-1.}